# Dysomma goslinei
Dysomma goslinei är en fiskart som beskrevs av Robins och Robins, 1976. Dysomma goslinei ingår i släktet Dysomma och familjen Synaphobranchidae. Inga underarter finns listade i Catalogue of Life.